# 羅斯蘭 (佛羅里達州)
羅斯蘭（英語：Roseland）是位於美國佛羅里達州印第安河縣的一個人口普查指定地區。

## 地理
羅斯蘭的座標為27°50′25″N 80°29′21″W / 27.84028°N 80.48917°W，而該地最高點為海拔高度6米（即20英尺）。

## 人口
根據2010年美國人口普查的數據，羅斯蘭的面積為8.00平方千米，當中陸地面積為4.90平方千米，而水域面積為3.10平方千米。當地共有人口1472人，而人口密度為每平方千米184人。